# Zprávičky
Zprávičky jsou český zpravodajský televizní pořad vysílaný stanicí ČT :D České televize.

## O pořadu
Pořad je určen především pro děti předškolního věku a mladší školáky. Projednávají se v něm témata nejčastěji formou reportáží tak, aby vše bylo srozumitelné pro děti. Pořad obsahuje například reportáže z různých vzdělávacích, zábavných nebo sportovních akcí po České republice, aktuality, výročí nebo zajímavosti pro děti z domova i ze světa, nevyhýbá se ani společenským tématům a problémům dětí. Spolupracuje také se školami, kde dětské týmy natáčejí reportáže z jejich okolí a posílají do Zpráviček. 
Předchůdcem pořadu byly od roku 1997 Zprávičky ze světa. V letech 2010–2013 se vysílaly Zprávičky jednou týdně. Po vzniku ČT :D se Zprávičky začaly vysílat denně, a to s novými moderátory a novým studiem.

### Moderátoři
Dříve se v moderování pořadu střídali Petr Srna, Kateřina Maďarková, Klára Suchá,  Eva Radilová a Jakub Voříšek. Aktuálně (v roce 2024) jej moderují Ondřej Hruška a Lucie Pokorná.
Ve výjimečných případech, například na oslavě Déčka nebo filmovém festivalu pro děti ve Zlíně, se v pořadu sejdou oba moderátoři najednou.